# Hüseyin Özkan
Hüseyin Özkan, född den 20 januari 1972 i Argun i Tjetjenien, är en rysk och därefter turkisk judoutövare.
Han tog OS-guld i herrarnas halv lättvikt i samband med de olympiska judotävlingarna 2000 i Sydney.